# Levski Plovdiv
Levski Plovdiv (Bulgaars: ФК Левски  Пловдив) was een voetbalclub uit de Bulgaarse stad Plovdiv. 

## Geschiedenis
In 1923 fuseerde Levski, oprichtingsdatum onbekend, met Rekord, opgericht in 1920 en werd zo Trakijska Slava. De club werd kampioen in 1927, maar door onenigheden vond er net dat jaar geen nationale eindronde plaats om de landstitel. Op 1 juli 1928 fuseerde deze club met Benkovski-Pobeda 25 en werd zo Levski. De fusieclub werd meteen kampioen en nam nu wel deel aan de eindronde, waar ze met 4-0 verloren van Slavia Sofia. De club speelde in de schaduw van succesvollere stadsrivalen en het duurde tot 1941 vooraleer ze zich opnieuw plaatsten voor de eindronde. De club stootte door tot de halve finale, echter was Slavia Sofia hier opnieuw de boosdoener. Ook in 1943 bereikte de club de halve finale, waar ze nu verloren van Levski Sofia. 
In 1944 fuseerde de club met ZjSK Plovdiv en trad in 1944/45 aan als ZjSK-Levski Plovdiv. In de eindronde verloren ze nu in de eerste ronde van Levski Sofia. In december 1945 werd het voorstel verworpen om de clubnaam te wijzigen in Lokomotiv Plovdiv waarop de fusie ontbonden werd en Levski in ere hersteld werd. In 1947 bereikte de club opnieuw de halve finale om de landstitel, waarin ze ook andermaal verloren van Levski Sofia. 
Op 15 oktober 1947 fuseerde de club met Oedarnik onder de naam Levski-Oedarnik. Op 15 december 1947 werd de club ontbonden en werd opvolger Spartak Plovdiv opgericht. 